# Quiriquire
Quiriquire é uma cidade venezuelana, capital do município de Punceres.